# 岐阜県道172号牛牧墨俣線
岐阜県道172号牛牧墨俣線（ぎふけんどう172ごう うしきすのまたせん）とは、岐阜県瑞穂市と岐阜県大垣市を結ぶ一般県道である。

## 概要
岐阜県瑞穂市牛牧の下牛牧交差点（国道21号、岐阜県道171号美江寺西結線交点）が起点。起点から細道を南東に進む。また、下牛牧交差点から岐阜県道171号美江寺西結線を60m南に進んだ地点から東に分岐するルートも県道指定されているようである。五六川を渡り、犀川の堤防上を進む。岐阜県道23号北方多度線のバイパスをアンダーパスし、なおも犀川の堤防上の細道を進む。瑞穂市祖父江の集落の中を通過し、犀川を渡る。大垣市墨俣町に入り、左折、すぐに犀川をまた渡る。その先の大垣市墨俣町墨俣の岐阜県道163号墨俣合渡岐阜線交点が終点。
江戸時代、中山道美江寺宿と美濃路墨俣宿を結んだ脇街道の旧墨俣街道にあたる。

### 路線データ
- 起点：岐阜県瑞穂市牛牧 下牛牧交差点（国道21号、岐阜県道171号美江寺西結線交点）
- 終点：岐阜県大垣市墨俣町墨俣（岐阜県道163号墨俣合渡岐阜線交点）

## 重複区間
- 岐阜県道171号美江寺西結線（瑞穂市牛牧）

## 通過する自治体
- 岐阜県
  - 瑞穂市
  - 大垣市

## 主な接続道路
- 国道21号（瑞穂市 下牛牧交差点）
- 岐阜県道171号美江寺西結線（瑞穂市 下牛牧交差点、瑞穂市牛牧）
- 岐阜県道23号北方多度線〔立体交差〕（瑞穂市祖父江）
- 岐阜県道195号岐阜千本松原公園自転車道線〔終点の先の長良川堤防上〕（大垣市墨俣町墨俣）
- 岐阜県道163号墨俣合渡岐阜線（大垣市墨俣町墨俣）

## 周辺
- 瑞穂市立牛牧小学校
- 瑞穂市牛牧南部コミュニティセンターつどいの泉
- 墨俣城